# ПНК-6
ПНК-6 - танковый прицельный комплекс украинского производства.

## История
Прицел был разработан ХКБМ им. Морозова и черкасским научно-производственным комплексом "Фотоприбор" (создан в 1994 году на базе центрального конструкторского бюро "Сокол" и черкасского завода "Фотоприбор") на основе конструкции прицела ПНК-5 основного боевого танка Т-84 в 2000-е годы. Производится черкасским НПК "Фотоприбор". 
Летом 2007 года о создании прицела было объявлено в средствах массовой информации, в мае 2009 года он был официально принят на вооружение вооружённых сил Украины в составе основного боевого танка Т-84БМ «Оплот», в 2010 году - запатентован.
В связи с отсутствием государственного заказа на танки "Оплот", завод предложил прицел на экспорт, для установки их на модернизированные варианты танков Т-64Б, Т-72 и Т-80. В дальнейшем, началось их производство для танков "Оплот", заказанных в сентябре 2011 года для вооружённых сил Таиланда (в общей сложности, в 2011 - 2018 гг. для Таиланда было построено и поставлено 49 танков этого типа).
После начала боевых действий на востоке Украины в 2014 году военно-политическим руководством Украины было объявлено о намерении заказать дополнительное количество танков "Оплот" для вооружённых сил Украины, однако в дальнейшем от выполнения этого решения отказались и новых танков "Оплот" в войска не поступило.
О объёмах производства ПНК-6 для вооружённых сил Украины и на экспорт сведений не имеется[уточнить].

## Описание
Прицел ПНК-6 является составной частью системы управления огнём танка "Оплот" и представляет собой панорамный телескопический прицел визуального наблюдения с независимой стабилизацией поля зрения в двух плоскостях с совмещенным лазерным дальномером (с длиной волны излучения 1,06 мкм) и тепловизионной камерой. Предназначен для обнаружения наземных и воздушных целей с места командира в любое время суток и при любых погодных условиях. 
В состав комплекса ПНК-6 входят прицел командира танка ТКН-6, электроблок ЭБ-6, блок управления головкой БУГ-6, блок коммутации БК-6, датчик положения пушки с электроприводом, а также пульт управления.
Визуальный канал наблюдения обеспечивает три ступени увеличения (1,2х; 6,0х и 12,0х). Дальность обнаружения цели типа "танк" с его использованием по данным разработчиков составляет 5500 метров.
Для обеспечения поиска целей в ночное время суток и затрудненных метеоусловиях используется тепловизионный канал наблюдения, который разработан на основе применения тепловизионной камеры «Catherine-FC» производства французской фирмы «Thales». Дальность обнаружения цели типа "танк" с его использованием по данным разработчиков составляет 5000 метров.
Масса прицельного комплекса составляет 290 кг.